# Eugnosta beevorana
Eugnosta beevorana es una especie de polilla de la tribu Cochylini, familia Tortricidae.
Fue descrita científicamente por Comstock en 1940.
Su envergadura es de 18–21 mm. Los adultos vuelan entre diciembre y marzo.

## Distribución
Se encuentra en Arizona y California, Estados Unidos.